# Chroicocephalus novaehollandiae
Il gabbiano australiano (Chroicocephalus novaehollandiae, Stephens 1826) è un uccello della famiglia dei Laridi.

## Sistematica
Chroicocephalus novaehollandiae ha tre sottospecie:
- C. novaehollandiae forsteri
- C. novaehollandiae gunni
- C. novaehollandiae novaehollandiae

## Distribuzione e habitat
Questo gabbiano vive in Australia, Nuova Zelanda e Nuova Caledonia, nonché sulle isole limitrofe. È saltuario in Indonesia e Vanuatu.

## Galleria d'immagini

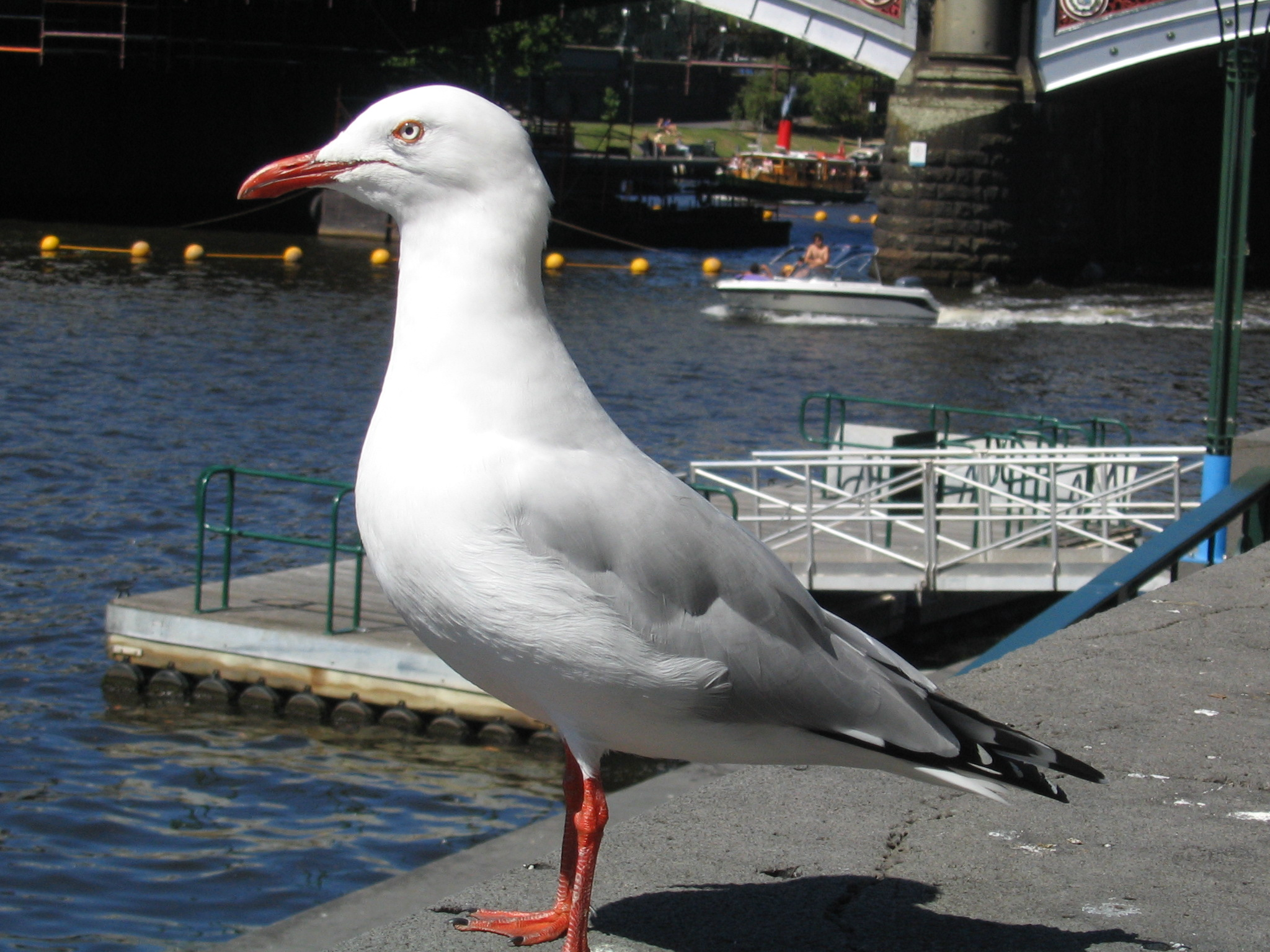
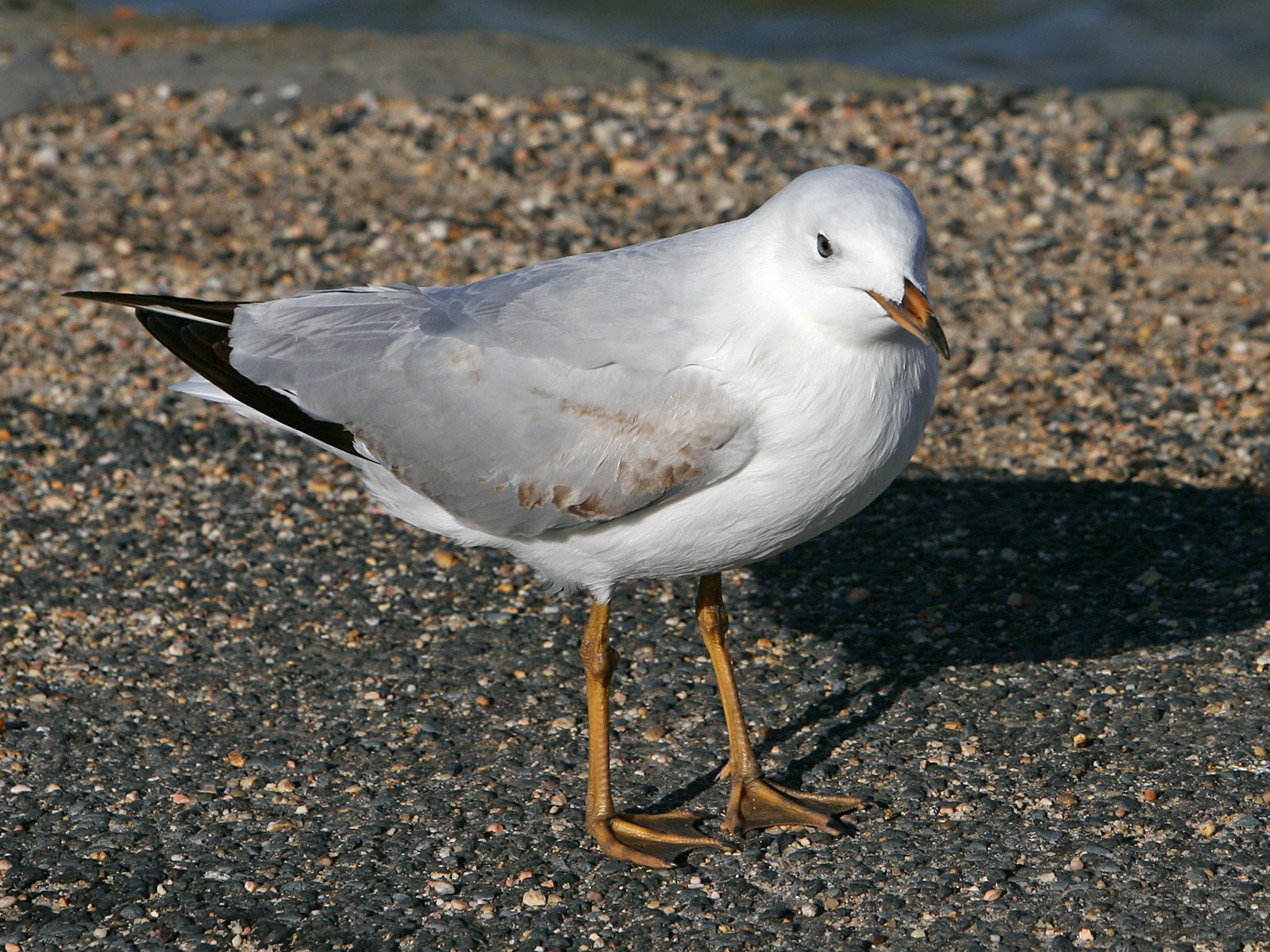
Giovane
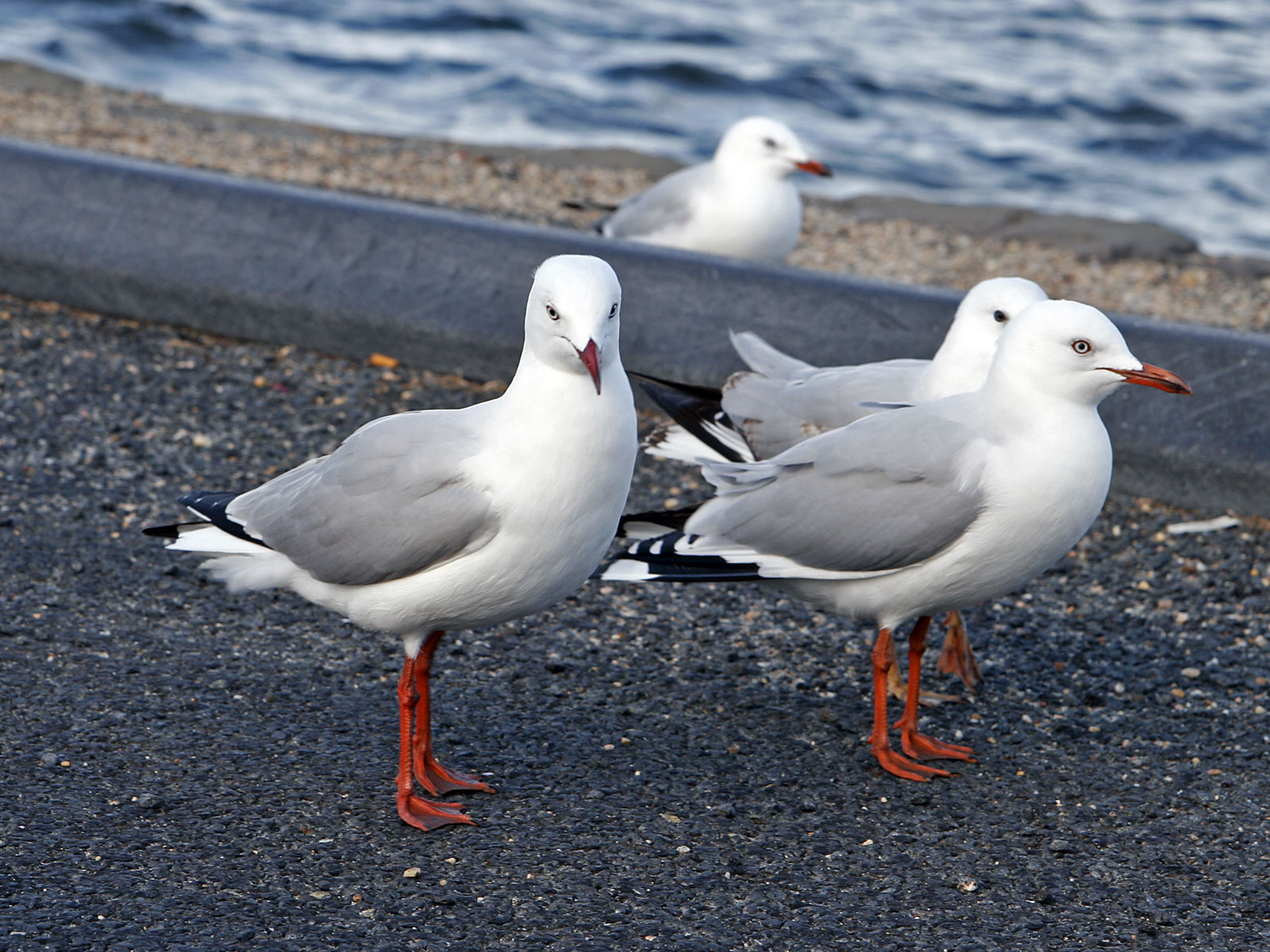
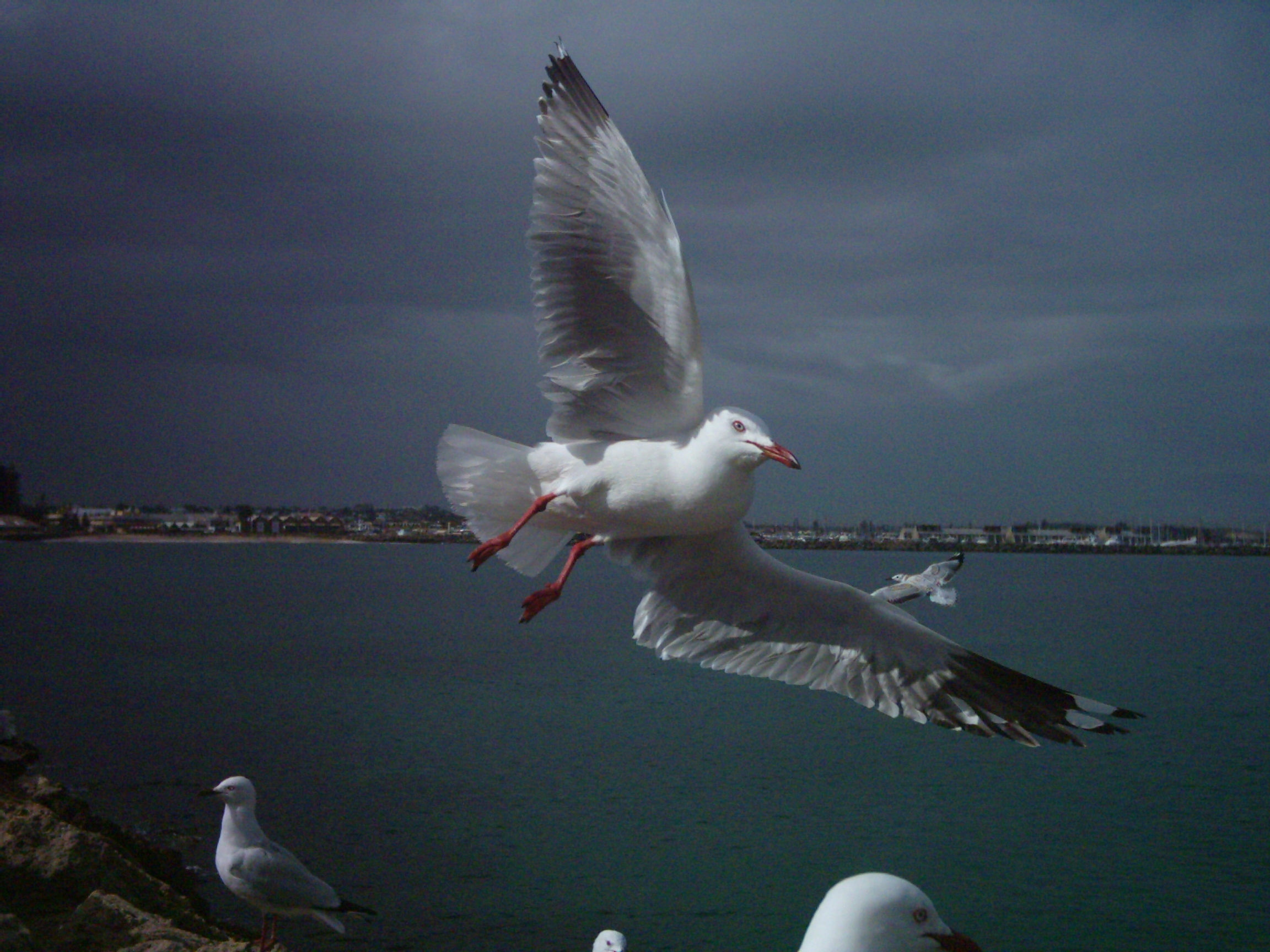
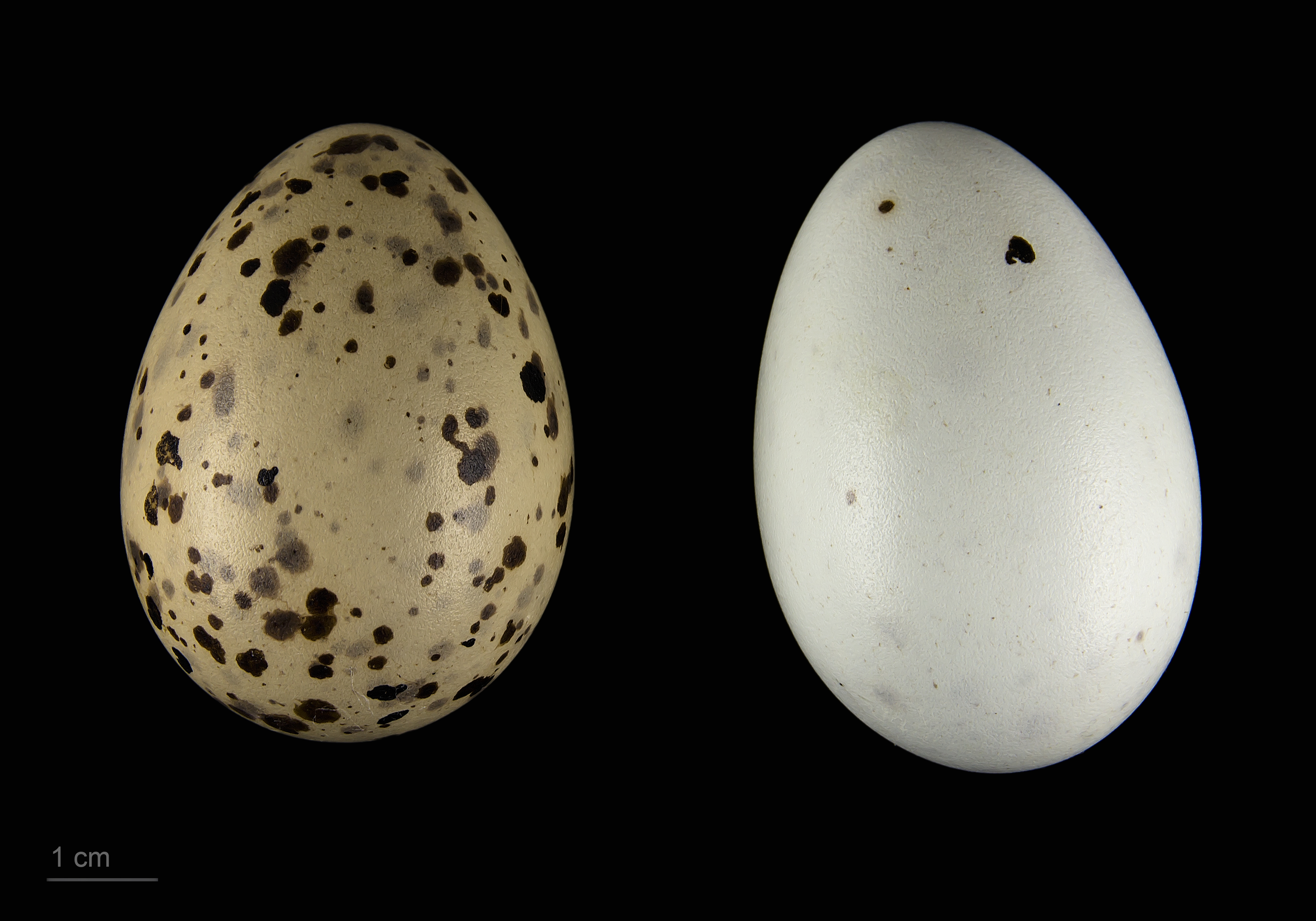
Museum specimen